# João II Casimiro Vasa da Polônia
João II Casimiro Vasa (Cracóvia, 22 de março de 1609 – Nevers, 16 de dezembro de 1676) foi o Rei da Polônia e Grão-Duque da Lituânia de sua eleição em 1648 até sua abdicação em 1668. Era filho do rei Sigismundo III Vasa e sua esposa a arquiduquesa Constança da Áustria, tendo sucedido seu irmão Ladislau IV Vasa no trono polaco-lituano.
Seu governo foi marcado por guerras contra a Suécia e Rússia, época conhecida na história da Polônia como O Dilúvio. Em 1660 foi forçado a assinar um tratado pelo qual renunciava a suas pretensões ao trono sueco e aceitava a soberania sueca sobre a Livônia e Riga.
João II abdicou ao trono polonês em 1668, refugiando-se na França. Foi nomeado abade da Abadia de Saint-Germain-des-Prés, em Paris, onde foi sepultado após sua morte em 1672.